# KADR
«Кадр» — одна из крупнейших польских киностудий, государственное учреждение культуры.
Создана 1 мая 1955 года под названием Творческое объединение «Кадр» (пол. Zespół Filmowy KADR). 30 апреля 1968 года деятельность ТО остановлена, 1 января 1972 года возобновлена под новым названием — Киностудия «Кадр» (пол. Studio Filmowe Kadr). С 1955 по 2007 год руководителем был режиссёр Ежи Кавалерович. С 2011 года студией управляет режиссёр Лукаш Барчык.

## Известные фильмы киностудии «Кадр»
- 1956 — «Канал» / «Kanał»
- 1956 — «Тень» / «Cień»
- 1956 — «Человек на рельсах» / «Człowiek na torze»
- 1957 — «Настоящий конец большой войны» / «Prawdziwy koniec wielkiej wojny»
- 1958 — «Эроика» / «Eroica»
- 1958 — «Дождливый июль» / «Deszczowy lipiec»
- 1958 — «Пепел и алмаз» / «Popiół i diament»
- 1958 — «Последний день лета» / «Ostatni dzień lata»
- 1959 — «Орёл» / «Orzeł»
- 1959 — «Крест храбрых» / «Krzyż Walecznych»
- 1959 — «Загадочный пассажир» / «Pociąg»
- 1959 — «Лётна» / «Lotna»
- 1960 — «Стеклянная гора» / «Szklana góra»
- 1960 — «Никто не зовёт» / «Nikt nie woła»
- 1960 — «Невинные чародеи» / «Niewinni czarodzieje»
- 1960 — «До свидания, до завтра» / «Do widzenia, do jutra»
- 1961 — «Тарпаны» / «Tarpany»
- 1961 — «Самсон» / «Samson»
- 1961 — «Минувшее время» / «Czas przeszly»
- 1961 — «Мать Иоанна от ангелов» / «Matka Joanna od Aniołów»
- 1962 — «Красные береты» / Czerwone berety
- 1962 — «Завтра премьера» / «Jutro premiera»
- 1963 — «Почтенные грехи» / «Zacne grzechy»
- 1963 — «Беспокойная племянница» / «Smarkula»
- 1963 — «Дневник пани Ганки» / «Pamiętnik pani Hanki»
- 1964 — «Зной» / «Upał»
- 1964 — «Прерванный полёт» / «Przerwany lot»
- 1964 — «Итальянец в Варшаве» / «Giuseppe w Warszawie»
- 1965 — «Сальто» / «Salto»
- 1966 — «Фараон» / «Faraon»
- 1966 — «Самозванец с гитарой» / «Mocne uderzenie»
- 1966 — «Марыся и Наполеон» / «Marysia i Napoleon»
- 1966 — «Если кто-нибудь знает» / «Ktokolwiek wie»
- 1966 — «Полный вперёд!» / «Cała naprzód»
- 1967 — «Невероятные приключения Марека Пегуса» / «Niewiarygodne przygody Marka Piegusa» (телесериал)
- 1967 — «Фаталист» / «Fatalista»
- 1967 — «Почтмейстер» / «Poczmistrz»
- 1967 — «Упырь» / «Upiór»
- 1968 — «Пирс» / «Molo»
- 1968 — «Игра» / «Gra»
- 1974 — «Весна, пан сержант!» / «Wiosna panie sierżancie»
- 1974 — «Первый правитель» / «Gniazdo»
- 1974 — «Орёл и решка» / «Orzeł i reszka»
- 1975 — «Ночи и дни» / «Noce i dnie»
- 1976 — «Сохранить город» / «Ocalić miasto» — Польша / СССР (Мосфильм)
- 1978 — «Смерть президента» / «Śmierć prezydenta»
- 1978 — «Ярославна, королева Франции» — СССР (Ленфильм) / Польша
- 1979 — «Белая мазурка» / «Biały mazur»
- 1979 — «Отец королевы» / «Ojciec królowej»
- 1980 — «Встреча в Атлантике» / «Spotkanie na Atlantyku»
- 1980 — «Семья Лесьневских» / «Rodzina Leśniewskich»
- 1981 — «Ва-банк» / «Vabank»
- 1981 — «Ржавчина» / «Rdza»
- 1981 — «Дебютантка» / «Debiutantka»
- 1982 — «Аварийный выход» / «Wyjście awaryjne»
- 1982 — «Великий Шу» / «Wielki Szu»
- 1982 — «Соленая роза» / «Słona róża» — Польша / Чехословакия (Киностудия «Баррандов»)
- 1983 — «Аустерия» / «Austeria»
- 1984 — «Секс-миссия» / «Seksmisja»
- 1984 — «На страже своей стоять буду» / «Na straży swej stać będę»
- 1984 — «Ва-банк 2» / «Vabank II czyli riposta»
- 1985 — «Ядовитые растения» / «Rośliny trujące»
- 1985 — «Девушки из Новолипок» / «Dziewczęta z Nowolipek»
- 1985 — «Райская яблоня» / «Rajska jabłoń»
- 1986 — «Пульс» / «Tętno»
- 1986 — «Перстень и роза» / «Pierścień i róża»
- 1986 — «ЭСД: Экспериментальный сигнал добра» / «ESD»
- 1987 — «На серебряной планете» / «Na srebrnym globie»
- 1987 — «Кингсайз» / «Kingsajz»
- 1989 — «Консул» / «Konsul»
- 1989 — «Узник Европы» / «Jeniec Europy» / «L’Otage de l’Europe» — Польша / Франция (Ciné-Alliance)
- 1990 — «Аморальная история» / «Historia niemoralna»
- 1995 — «За что?» / «Za co?» — Польша / Россия (Киностудия «12А»)
- 2001 — «Камо грядеши» / «Quo vadis»
- 2011 — «Зал самоубийц» / «Sala samobójców»